# Gallensalz-aktivierte Lipase
Die Gallensalz-aktivierte Lipase (BAL) (auch: Carboxylester-Lipase, Gen-Name: CEL) ist diejenige Lipase, die mit der Nahrung aufgenommene Cholesterinester im Dünndarm von Säugetieren in langkettige Fettsäuren und Cholesterin aufspaltet. BAL wird in Azinuszellen des Pankreas und in der Muttermilch gebildet. Mutationen im CEL-Gen können Enzymmangel und dieser eine Form des erblichen Diabetes mellitus verursachen.
Medizinisch ist die cholesterinsenkende Wirkung der Statine zumindest teilweise auf eine Hemmung der BAL zurückzuführen. Die Verwendung der BAL in Fettsensoren für die Lebensmittelindustrie wurde mehrfach untersucht. Eine weitere Anwendung in der Papierindustrie wurde vorgeschlagen.

## Katalysierte Reaktion
Neben der Spaltung von Sterolestern ist BAL in der Lage, Triglyceride zu Diglyceriden und Fettsäuren abzubauen. Die Aktivität der BAL wird durch die Gallensalze Cholat, Chenodesoxycholat bzw. deren Addukte mit Glycin oder Taurin, sowie durch Dimerisierung stark erhöht.
Im Kleinkind spaltet die BAL außerdem Monoglyceride in Glycerin und Fettsäuren, was den letzten Schritt bei der Verdauung der Milchfette ausmacht. Es ist unklar, ob diese Funktion beim Erwachsenen eine Bedeutung hat.